# セント・ジョン島
セント・ジョン島（セント・ジョンとう、英語: Saint John）とは、カリブ海はヴァージン諸島のアメリカ領ヴァージン諸島にある小さな島である。セント・トーマス島のすぐ隣にある火山性の島で最高峰はボルトー山（392m）。
面積は50km2、人口は約3,500人。中心地はクールズベイである。
アメリカ領ヴァージン諸島の有人島の中では最も面積が小さい。また、人口も最も少ない島である。しかし、美しいビーチや熱帯の緑豊かな自然があり、島の3分の2はヴァージン諸島国立公園に指定されている。
18世紀のサトウキビ工場の跡地であるアナバーグ製糖工場跡がある。かつては豊富な労働力をもとにしてサトウキビ生産が島の主産業となっていたが、奴隷貿易の終焉に伴い競争力を失って衰退している。